# 王琪飞
王琪飛（1988年3月9日—），現時為廣東廣播電視台珠江頻道主持人及簽約藝員。

## 生平
1988年出生，廣東省汕頭市人，畢業於星海音乐学院。2011年，參加了由湖南衛視舉辦《快乐女声》广州站，排名為30强。
直至在2012年，王琪飛參加参加了《麦王争霸》的比赛全球粤语大汇季軍，演出包括《捨不得你》、《夢伴》等。
2011年12月尾，王琪飛參演《外來媳婦本地郎》飾演「李三嬌」，也是《夜傾情》主持人。
2017年11月，王琪飛出席最新个人专辑《Different Me》發布會。

## 連結
- 王琪飞的新浪微博
- 王琪飞的Instagram帳戶